# Wilhelm Holec
Wilhelm Holec (7 luglio 1914 – 23 agosto 1944) è stato un calciatore austriaco, di ruolo attaccante.

## Carriera

### Nazionale
Esordisce il 6 ottobre del 1935 contro la Polonia (1-0).

## Palmarès

### Club

#### Competizioni nazionali
- Campionato austriaco: 4

First Vienna: 1932-1933
Rapid Vienna: 1937-1938, 1939-1940, 1940-1941
- Campionato tedesco: 1

Rapid Vienna: 1940-1941
- Coppa di Germania: 1

Rapid Vienna: 1938